# Mariantonia Samà
Mariantonia Samà (ur. 2 marca 1875 w Sant’Andrea Apostolo dello Ionio, zm. 27 maja 1953 tamże) – włoska błogosławiona Kościoła katolickiego.

## Życiorys
Mariantonia Samà urodziła się jako córka Bruno i Marianny Vivino. Jej rodzice byli biedakami, analfabetami, wyróżniając się pobożnością, gdzie do kościoła przychodzili boso. Jej ojciec zmarł kilka dni przed jej narodzinami. Żyła w złych warunkach materialnych, w jednopokojowej ruderze, bez usług i światła słonecznego.
W dzieciństwie Mariantonia zarabiała na swoje utrzymanie, pracując na wsi z matką; towarzyszyła osiołkowi obładowanemu zbożem do młyna, a następnie zabierała go z powrotem do wsi z workami mąki, otrzymując w zamian jeden bochenek chleba tygodniowo. W wieku 7 lat przyjęła sakramenty Komunii św. i bierzmowania.
Gdy miała 11 lat, wydarzyło się coś, co zmieniło jej życie. Idąc ze swoją mamą wybrać w rzece Saluro ubrania, wracając do domu poczuła pragnienie i z napotkanej kałuży, napiła się z niej wody, nie wiedząc, że nie nadawała się do spożycia. Mariantonia dostała konwulsji i uległa zakażeniu.
Po śmierci matki, 24 lutego 1920 Mariantonia była wspierana we wszystkich potrzebach przez wiele osób, zwłaszcza przez siostry reparatorki i proboszcza. Miała zapewnioną stałą obecność starszej kobiety, która się nią opiekowała. Mieszkańcy św. Andrzeja przynosili jej jedzenie, którym dzieliła się z potrzebującymi.
Kiedy zmarła 27 maja 1953 w wieku 78 lat, patrząc na krucyfiks i wymawiając święte imię Jezusa i Maryi, ówczesny proboszcz, ks. Andrea Samà, zanotował na marginesie aktu zgonu: "zmarła w poczuciu świętości". Jej pogrzeb był jak procesja. Na jej grobie widnieje napis: "Żyła tylko dla miłości, cierpiała przez sześćdziesiąt lat z miłości, oczyściła się w miłości, teraz z nieba wskazuje wszystkim drogę miłości".
3 sierpnia 2003 doczesne szczątki Mariantonii zostały przeniesione z cmentarza do kościoła parafialnego w obecności księdza prałata Antonio Cantisaniego, duchowieństwa wikariatu i wielu wiernych.

## Beatyfikacja
18 grudnia 2017 papież Franciszek podpisał dekret o heroiczności jej cnót, zaś 10 lipca 2020 upoważnił Kongregację do ogłoszenia dekretu dotyczącego cudu, co otworzyło drogę do jej beatyfikacji. 3 października 2021 razem z Gaetaną Tolomeo została beatyfikowana i wpisana w poczet błogosławionych.
Jej wspomnienie liturgiczne obchodzone jest 27 maja.